# Municipio de Liverpool (condado de Medina)
El municipio de Liverpool (en inglés: Liverpool Township) es un municipio ubicado en el condado de Medina en el estado estadounidense de Ohio. En el año 2010 tenía una población de 5127 habitantes y una densidad poblacional de 76,99 personas por km².

## Geografía
El municipio de Liverpool se encuentra ubicado en las coordenadas 41°13′41″N 81°55′42″O / 41.22806, -81.92833. Según la Oficina del Censo de los Estados Unidos, el municipio tiene una superficie total de 66.59 km², de la cual 66,58 km² corresponden a tierra firme y (0,02 %) 0,01 km² es agua.

## Demografía
Según el censo de 2010, había 5127 personas residiendo en el municipio de Liverpool. La densidad de población era de 76,99 hab./km². De los 5127 habitantes, el municipio de Liverpool estaba compuesto por el 97,87 % blancos, el 0,37 % eran afroamericanos, el 0,12 % eran amerindios, el 0,64 % eran asiáticos, el 0,21 % eran de otras razas y el 0,78 % eran de una mezcla de razas. Del total de la población el 1,5 % eran hispanos o latinos de cualquier raza.